# Christoph Friedrich von der Osten-Sacken

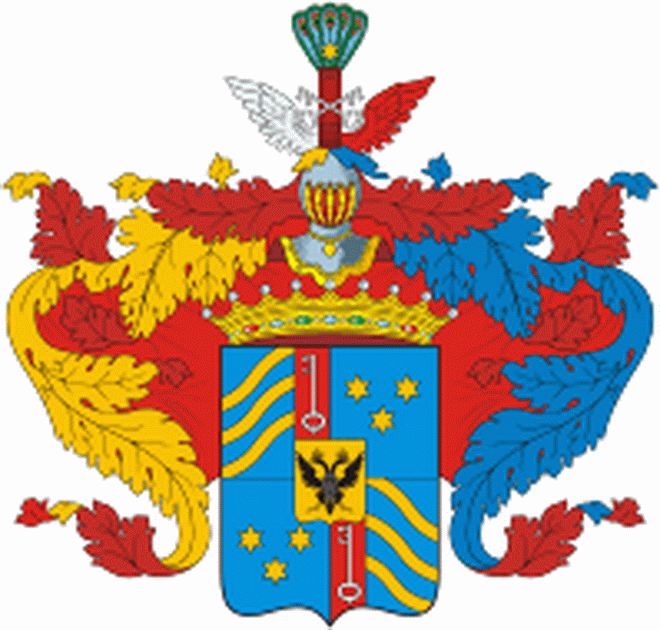
Wappen der Adelsfamilie „von der Osten Sacken“

Christoph Friedrich von der Osten-Sacken (* um 1697 in Kurland; † 24. November 1759), Herr auf Appriken, war ein kurländischer Landespolitiker und zeitweise Regent im Herzogtum Kurland und Semgallen. Er stammte aus der deutsch-baltischen Adelsfamilie Osten-Sacken.

## Herkunft und Familie
Sein Vater war der Oberhauptmann in Mitau Fromhold von der Osten-Sacken, Herr auf Schnepeln, Suhr und Seemuppen im Kurland (1647–1700), seine Mutter war Maria Elisabeth von Fircks aus dem Hause Nurmhusen. Christoph Friedrich war in erster Ehe mit Catharina von Korff (1700–1742) und in zweiter Ehe mit Juliana Louise von den Brincken auf Sessilen und Ewaden verheiratet. Aus der ersten Ehe stammen:
- Katharina von der Osten-Sacken (1716–1754), sie war mit Johann Ernst von der Osten-Sacken (1710–1795) verheiratet und hatte mit ihm drei Söhne,
- Agatha Benigna von der Osten-Sacken († 1806), sie war mit Ulrich von der Osten-Sacken (1702–1790) verheiratet und hatte mit ihm sechs Söhne und drei Töchter,
- Ferdinand von der Osten-Sacken (1730–1812) er war mit Elisabeth von Manstein (~ 1760) verheiratet, sie hatten einen Sohn,
- Eleonore Margarethe von der Osten-Sacken (1731–1786) war mit Wilhelm von Korff (1739–1799) verheiratet, sie hatten zwei Söhne.

## Werdegang
Christian Friedrich von der Osten-Sacken studierte in den Jahren 1706 an der Brandenburgischen Universität Frankfurt und 1707 an der Universität Leiden (Niederlande). Von 1721 bis 1731 war er  Landrat von Pilten, zwischenzeitlich war er 1727 Delegierter an der königlichen Kommission in Mitau. 1731 wurde er zum Kanzler des Herzogtums Kurland und Semgallen ernannt. 1736 wurde er in das höchste Amt eines Oberrats gewählt und war bis 1759 Landhofmeister. Zwischen 1737 und 1759 war er, als Vorsitzender des Oberrats, zeitweise Regent des Herzogtums. Er gehörte 1744, zusammen mit dem Kanzler Hermann Christoph Fink von Finkenstein (1693–1758), zu den Führern  der Minderheit der Kurländischen Ritterschaft, die sich für Herzog Ernst Johann von Biron (1690–1772) einsetzten.

## Regentschaft
Nach der Absetzung des Herzogs Biron im Jahre 1740, entstand im Herzogtum zeitweise ein Interregnum, die mit der Wahl Karls von Sachsen im Jahre 1758 beendet wurde. In der Zeit der Vakanz leitete das Gremium der vier Oberräte die Geschicke des Herzogtums und übernahm – teilweise gemeinsam oder stellvertretend durch den Landhofmeister – die Regentschaft. Das Kollegium der Oberräte wählte den Landhofmeister Christoph Friedrich von der Osten-Sacken für die Dauer vom 4. Mai 1737 bis zum 13. Juli 1737 und nochmals vom 20. November 1740 bis zum 16. November 1758 zum Regenten.

## Gutsherr und Wohltäter
Zu seinen Besitzgütern zählten Appricken, Dsehrwen, Libbingen, Seemuppen, Ewangen und Sinten. 1748 ließ er in Seemuppen eine steinerne Kirche errichten, die 1752 für die evangelisch-lutherischen Christen eingeweiht wurde. Als Kirchenpatron von Appricken ließ er ab 1741 jährlich sechs Kinder aus der Kirchengemeinde auf Kosten des Gutsherrn unterrichten.